# Cratere Barabashov
Barabashov  è un cratere sulla superficie di Marte.